# Metalldiebstahl

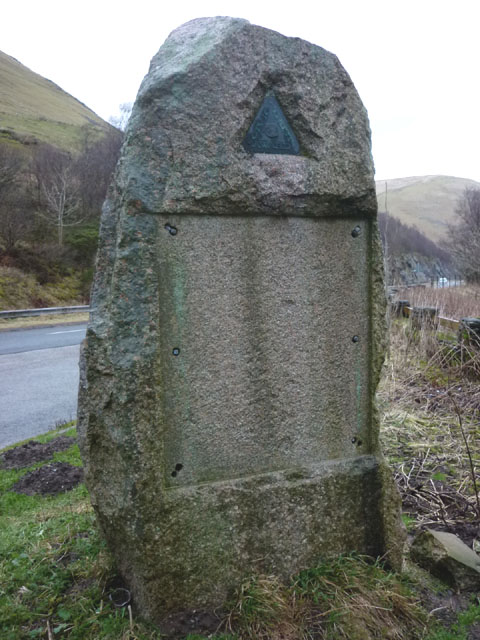
Denkmal in England, das Schild wurde gestohlen.

Als Metalldiebstahl wird der Diebstahl von Buntmetall oder Eisen bezeichnet, wobei die Täter die Rohstoffe illegal an Schrotthändler verkaufen.

## Buntmetalldiebstahl

### Zinndiebstahl
Zinn wird im alltäglichen Gebrauch besonders für Haushaltswaren verwendet und galt als begehrte Beute bei Einstiegsdiebstahl, weil es leicht wiedereinzuschmelzen ist. Wegen um sich greifenden Zinndiebstahls wurde beispielsweise in Frankreich 1529 ein Ordonanzstatut erlassen, nach dem jeder Besitzer sein zinnernes Hab und Gut kennzeichnen musste.

### Kupferdiebstahl
Vor 2010, als der Weltmarktpreis durch den Bedarf der Boomwirtschaft Chinas rapide anstieg, verbreitete sich das Phänomen. Mit zunehmenden Preisen für Kupfer steigt die Zahl der Fälle; so kostete etwa ein Kilogramm Kupfer im Juni 2015 5,30 Euro. Kupfer ist dabei insgesamt das weitaus meistgestohlene Buntmetall.
Die Diebstahlsfälle betreffen Schrottplätze und Waren- und Restmetalllager des metallverarbeitenden Gewerbes, Baustellen, Dächer und Hausinstallation sowie Garten- und Grabausstattung und Ähnliches und zunehmend Leitungen der Verkehrsinfrastruktur, insbesondere Bahnen, mit besonders schwerwiegenden Folgen.

## Besondere Fallgruppen (Auswahl)

### Leitungsdiebstahl
Innerhalb des Phänomens des Buntmetalldiebstahls nimmt der Diebstahl von elektrischen Leitungen sowohl durch seinen enormen Schaden für den Betrieb der Infrastruktur als auch durch sein besonderes Risiko für die Täter eine Sonderstellung ein. Der Leitungsdiebstahl ist aber ein weitgehend neues Phänomen der 2010er Jahre. Die Täter haben es primär auf Kupfer, aber auch auf Aluminium abgesehen und stehlen dafür insbesondere Freileitungen, aber auch leicht zugängliche Kabel und Kupfererdungsseile.
Begünstigt wird der Leitungsdiebstahl durch die Tatsache, dass lange, weit verzweigte Leitungsnetze nicht permanent flächendeckend kontrolliert werden können und es zahlreiche uneinsichtige Stellen gibt, während beispielsweise der Diebstahl von Dachdeckungskupfer im Siedlungsraum in den meisten Fällen von Anwohnern schnell bemerkt werden könnte.
Vom Leitungsdiebstahl betroffen sind alle Betreiber großer Netze. Dies sind insbesondere Verkehrsunternehmen mit den Oberleitungen an Bahn- oder Oberleitungsbus-Strecken sowie den Kommunikationsleitungen entlang der Gleise, aber auch Telekommunikations-, Energieversorgungs- und Bergbauunternehmen.

#### Schaden
Das besondere Schadensbild liegt darin, dass erfolglose Raubzüge zu großen Folgekosten führen: Selbst wenn die Beute nicht abtransportiert werden kann, bricht der Infrastrukturbetrieb bis zur Reparatur zusammen.
Bei der Deutschen Bahn beispielsweise stieg die Zahl der Leitungsdiebstähle 2011 stark an. Insgesamt handelte es sich um 3000 Fälle, 1000 mehr als im Vorjahr. Die Behebung der Schäden kostete das Unternehmen 2011 circa 15 Millionen Euro. Bei knapp 11.000 Zügen kam es deswegen zu einer Verspätung. Aufgrund eines misslungenen Kabeldiebstahls wurde beispielsweise bei Arnstadt der Bahnverkehr 30 Stunden lahmgelegt.
In Österreich konzentrieren sich die Diebstähle auf Bahnlinien Ostösterreichs, insbesondere ÖBB-Baustellen, und das Wiener U-Bahn-Netz, wobei über ein Drittel der Fälle (Kupferdiebstahl insgesamt) in Wien verübt wird und gut ein Viertel in Niederösterreich, der Rest in der Steiermark, Tirol und Oberösterreich. Der Schaden der ÖBB beträgt gut zwei Millionen Euro jährlich, bei acht Millionen Euro Gesamtschaden durch Kupferdiebstahl (reiner Materialverlust), der Leitungsdiebstahl dürfte also etwa ein Drittel des gesamten Buntmetalldiebstahls in Österreich ausmachen. 2009 waren der Materialschaden bei den Österreichischen Bundesbahnen mit 200.000 Euro noch ein Zehntel von 2011 gewesen.

#### Risiko
Häufig begeben sich die Kabeldiebe selbst in Lebensgefahr, einerseits durch den Zugbetrieb, andererseits durch die elektrische Spannung von 15.000 Volt bei einer nicht geerdeten Oberleitung.

#### Gegenmaßnahmen
Leitungsdiebstahl ist schwierig präventiv zu bekämpfen, die Raubzüge finden sehr schnell statt.
Über die Schrotthändler ist eine Aufklärung schwierig; diese machen sich nicht der Hehlerei schuldig, wenn sie in gutem Glauben einkaufen (in Österreich beispielsweise wurde der Tatbestand der fahrlässigen Hehlerei in den 1970er Jahren abgeschafft, weil sonst sogar unwissentlich auf Flohmärkten und ähnlichem Straßenverkauf erworbenes Diebesgut zu einer Straftat führen würde).
Nachdem 2012 in Ungarn, der Slowakei und Tschechien, wo diese Verbrechensform ebenfalls ein großes Problem ist, eine Registrierungspflicht für Verkäufer von Altmetall eingeführt worden war, einigte man sich in Österreich per Anfang 2014 mit der Altwarenhändlerbranche auf eine freiwillige Ausweiskontrolle und Aufnahme der Autokennzeichen.
Die intensive Zusammenarbeit der Polizei mit den Betreibern und dem Sicherheitspersonal soll die Diebstähle verhindern. So gründeten die Österreichischen Bundesbahnen schon 2012 eine eigene Task Force Kupfer für diese Problematik.
Die Sicherheitspartnerschaft gegen Metalldiebstahl (SIPAM) ist ein Zusammenschluss von zurzeit 14 Verbänden und Unternehmen aus den Bereichen Logistik, Telekommunikation, Bergbau und Energieversorgung. Sie wurde am 9. Juli 2012 auf Initiative der Deutsche Bahn AG, der Deutschen Telekom AG, der RWE AG sowie des Verbands Deutscher Metallhändler und Recycler e. V. (VDM) gegründet. Die SIPAM beschäftigt sich mit Metalldiebstahl und seinen gravierenden Folgen. Sie entwickelt in Abstimmung mit der Polizei Maßnahmen, um diesem zu begegnen. Kernstück der Zusammenarbeit bildet ein Frühwarnsystem. Hierbei werden Informationen über Metalldiebstähle untereinander ausgetauscht, um so den Absatz von gestohlenen Materialien zu erschweren. Mit der geschaffenen Internetpräsenz wird dieses System integriert und bietet einen noch schnelleren Datenaustausch.
Die Diebe sollen auch durch neue Sicherheitstechnik abgeschreckt werden. Metallteile und Kabel werden in Deutschland im Zuge einer DNA-Eigentumsmarkierung mit einer künstlichen DNA ausgestattet, sodass die Deutsche Bahn als Eigentümerin identifizierbar ist. Dadurch wird einerseits der Weiterverkauf der Ware erschwert, andererseits können die Kabeldiebe mit dem Diebstahl in Verbindung gebracht werden, weil die künstliche DNA lange an den Tätern haften bleibt.

### Diebstahl von Baukupfer

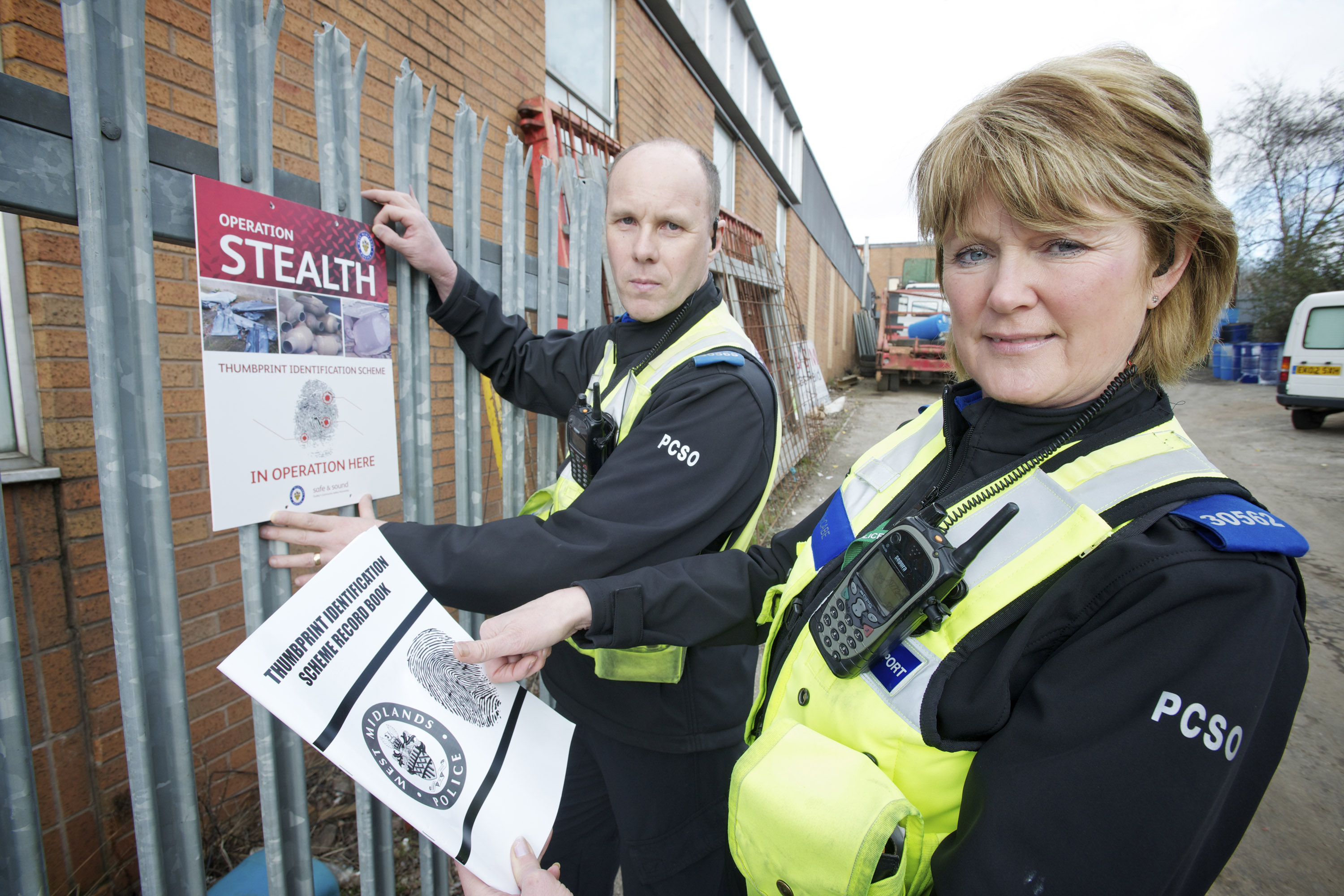
Englische Polizisten rüsten Schrotthändler zur Fingerabdruckerfassung der Verkäufer von Altmetall aus.

Auch der Diebstahl von Baukupfer führte in den 2010er Jahren zunehmend zu aufsehenerregenderen Fällen, wo ganze Dachpartien abgeräumt wurden. Auch Fälle, in denen Installationen (Wasser- bzw. Zentralheizungsrohre oder Elektrokabel) aus vorübergehend leerstehenden Gebäuden oder noch nicht bezogenen Neubauten gestohlen wurden, sind bekannt.
Wie der Leitungsdiebstahl bei Bahnanlagen kann diese Form höhere Folgekosten für das Opfer haben, im Vergleich zum öffentlichen Verkehr bleibt der Schaden aber durchwegs auf den Bestohlenen selbst beschränkt.

### Glockendiebstahl
Besondere Fälle sind auch die Diebstähle von Glocken, weil Gussbronze ein besonders wertvolles Material ist. So wurde beispielsweise in den 1570er Jahren in Meiningen Glockendiebstahl als Sakrileg unter Todesstrafe gestellt.
Eduard Mörike plante in den 1840er Jahren ein Werk namens Glockenidylle, das von einem Glockendiebstahlsfall handeln sollte.
Ein dem Leitungsdiebstahl der 2010er Jahre ähnliches Problem war der Diebstahl von Glocken bei Bahnschranken im beginnenden Eisenbahnzeitalter, weshalb diese durch andere Signalmittel ersetzt wurden.
Metalldiebe entwendeten 2016 aus der entweihten Trinitatiskirche Leipzig eine 240 kg schwere Glocke, Orgelpfeifen und weitere Metallteile.

### Diebstahl an Grab- und Denkmälern

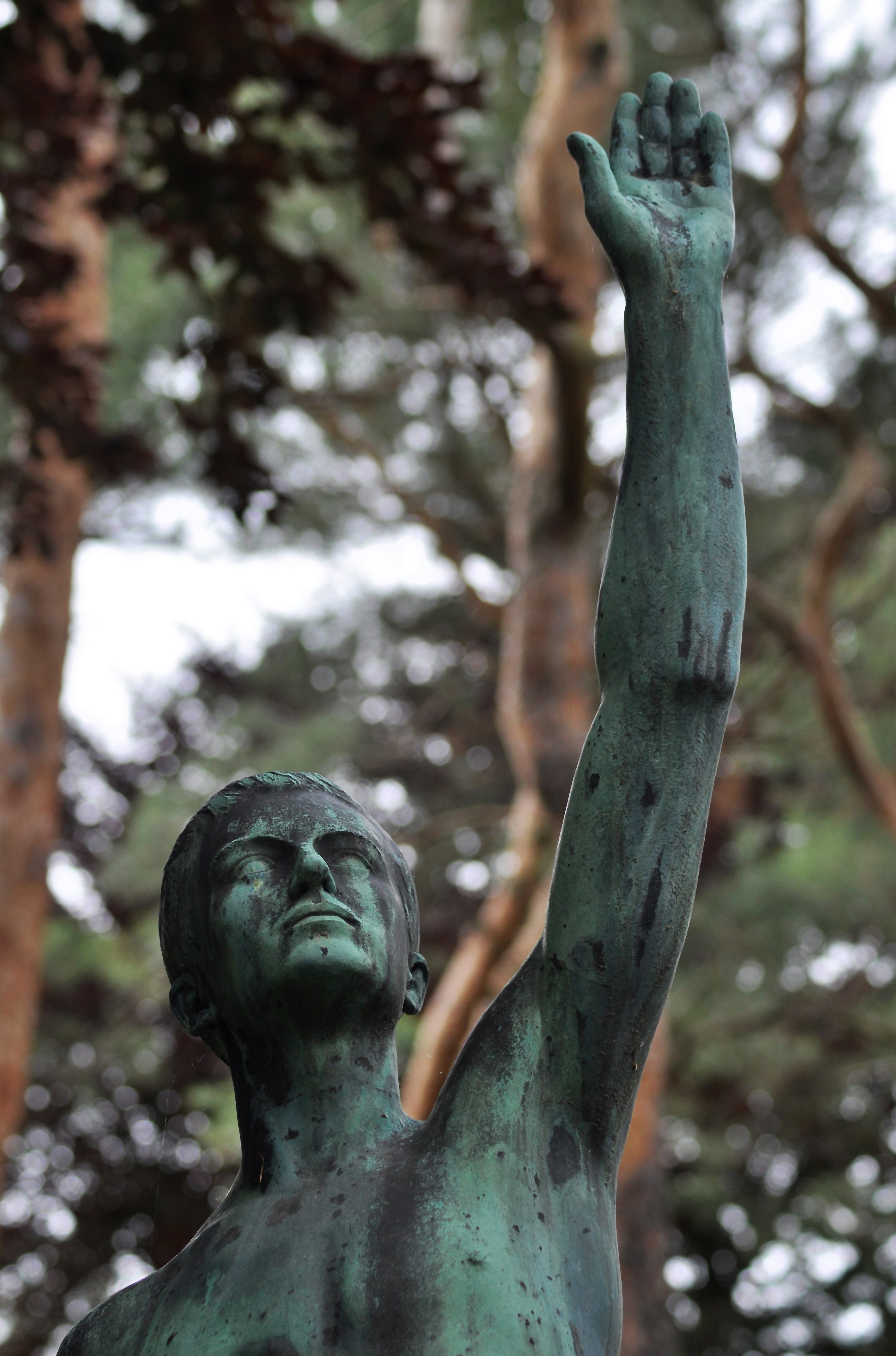
Detail der ca. 100 Kilogramm schweren Bronzefigur am Grab des Jagdfliegers Max Immelmann. Die Figur wurde im Januar 2021 vermutlich als Auftragsdiebstahl entwendet, die Diebe allerdings samt Beute von der Polizei festgenommen.

Da die Inschriften auf Grabdenkmälern (und oft auch Grabzubehör wie Laternen oder Blumenvasen) häufig in Kupfer oder Bronze ausgeführt sind, werden auch diese von Metalldieben heimgesucht. Da Friedhöfe in der Nacht häufig nicht besonders bewacht werden, erscheinen sie den Tätern als leichte Beute. Neben dem materiellen Schaden ist insbesondere die emotionale Komponente dieser Diebstähle hervorzuheben; bei den Angehörigen der Verstorbenen rufen sie meist große Betroffenheit und Empörung hervor. Bei alten oder künstlerisch wertvollen Grabmälern oder anderen Denkmälern mit Metallteilen kommt der Verlust historisch bedeutender Kulturdenkmäler hinzu.